# Шпрах, Сергей Давидович
Сергей Давидович Шпрах (7 апреля 1936 года, Москва, РСФСР, СССР — 10 ноября 1999 года, там же) — советский и российский тренер по настольному теннису. Заслуженный тренер СССР, заслуженный тренер РСФСР, судья всесоюзной категории.

## Биография
Сергей Шпрах увлёкся настольным теннисом в возрасте 13 лет и стал заниматься им под руководством тренера Евгения Александровича Никольскиса. Высоких результатов в настольном теннисе Сергей Шпрах не достиг, но по совету Никольскиса занялся тренерской работой, и в конечном итоге это стало делом всей его жизни.
Сергей Шпрах исполнял обязанности главного тренера женской сборной команды СССР с 1966 по 1970 годы.
Он воспитал двух чемпионов мира:
- Зоя Руднова — чемпионка мира в команде и в паре (Мюнхен 1969 год);
- Станислав Гомозков — чемпион мира в смешанном разряде (Калькутта 1975 год);

Победы воспитанников Шпраха в 1969 году на Чемпионате мира в Мюнхене (женская команда и женская пара) и в 1975 году на Чемпионате мира в Калькутте — единственные победы на чемпионатах мира за всю историю настольного тенниса СССР и России.
Так же ученикам Шпраха удалось завоевать золотые медали в 1970 году на Чемпионате Европы в Москве, достижение, которое удалось повторить российским спортсменам лишь через 50 лет.
Среди воспитанников Сергея Шпраха были четыре чемпиона СССР, несколько заслуженных мастеров спорта, три мастера спорта международного класса, 27 мастеров спорта.
Был первым редактором газеты «Настольный теннис» и руководил ей почти до конца жизни.
Сергей Давидович Шпрах скончался в Москве 10 ноября 1999 года, похоронен на Новом Донском кладбище.

## Память
6 декабря 2009 года в Москве прошел ветеранский турнир «Мемориал заслуженного тренера СССР Шпраха С. Д.», который впоследствии превратился в молодежный турнир и стал проводиться ежегодно.
В Москве одна из детских спортивных школ настольного тенниса названа именем Сергея Давидовича Шпраха.

## Книги
- Шпрах С. Д. «У меня секретов нет» Учебно-методическое пособие для тренеров, спортсменов, любителей настольного тенниса. — 64 с., Москва.
- Шпрах С. Д. «Настольный теннис» Учебная программа для ДЮСШ и СДЮСШОР, Москва 1990 г. /Советский спорт/.
- Барчукова Г. В., Шпрах С. Д. «Игра, доступная всем: Настольный теннис.» — М. : Знание, 1991. — С. [95—185]. — (Новое в жизни, науке, технике : Серия «Физкультура и спорт» ; 1991/5). ISBN 5-07-002130-3 СПбГУ/SSS:1001015710 РНБ:91-2/1911

## Награды и звания
- Орден Трудового Красного Знамени
- Медаль «Ветеран труда»
- Заслуженный тренер СССР
- Заслуженный тренер РСФСР
- Судья всесоюзной категории